# Kelly Rowland
Kelly Rowland (született Kelendria Trene Rowland) (Atlanta, Georgia, 1981. február 11. –) Grammy-díjas amerikai R&B- énekesnő, dalszerző, táncos- és színésznő, aki mint a Destiny’s Child alapító tagja lett híres. A Destiny's Child eddig összesítve 60 millió albumot és kislemezt adott el világszerte. Rowland négy Grammy-díjat nyert – hármat a zenekarral, egyet szóló énekesnőként.
A Destiny’s Child együttes 1999-től 2005-ig óriási sikereket ért el amerikában és világszerte egyaránt. 2005-ben még kiadtak egy válogatáslemezt, azóta viszont mindegyik csapattag saját szólókarrierjét építi. Hivatalosan az együttes sohasem oszlott fel, fenntartva annak a lehetőségét, hogy egyszer újra összejönnek. Az amerikai Billboard magazin szerint ők voltak a valaha volt harmadik legnagyobb trió.
Szólókarrierje 2002-ben kezdődött, amikor kiadta első albumát Simply Deep címmel. A lemez R&B, illetve alternatív rock elemeket is tartalmazott. A felvételen szerepelt a híres rapper Nelly és Kelly jelentős kislemeze a Dilemma is, ami Grammy-díjat nyert. A Simply Deepről még három maxi került kiadásra: Stole, Can't Nobody, és Train On Track címmel. Az album összesen 2,5 millió példányban kelt el világszerte.
Miután a Destiny's Child ismét feloszlott, 2007-ben kiadta második szóló albumát a Ms. Kelly-t. Az album nem tudta megismételni elődje sikerét. Két híresebb maxi jelent meg a lemezről: a Like This, illetve a nemzetközi sláger Work.
2009-ben újra világsikert ért el, amikor David Guetta-val együtt kiadta a When Love Takes Over című felvételt. A Guettával közösen alkotott szám több mint húsz országban vezette a toplistát, illetve Grammy-díjra is jelölték.
A fenti eredményeképpen Rowland és Guetta 2010-ben újabb maxit adott ki Commander címmel. Ez volt Rowland harmadik listavezető dala a Billboard Dance Club Songs Chart-on, illetve az első szám harmadik albumáról, amely a Here I Am címet kapta. A lemezről megjelent, második amerikai maxi a Motivation, melyen Lil Wayne is hallható, hét hetet töltött első helyen a Billboard R&B toplistáján, valamint 2012-ben "Best Rap Sung Collaboration" kategóriában Grammy-re is jelölték.
Kelly Rowland negyedik tervezett stúdióalbumáról, amely a Talk a Good Game címet viseli majd, két kislemez az Ice, illetve a Kisses Down Low már megjelent.
Zenei munkássága mellett film és televíziós karrierbe is kezdett. 2003-ban a Freddy vs. Jason című horrorfilmben szerepelt, majd 2004-ben megkapta első főszerepét a Seat Filler című romantikus vígjátékban. 2009-ben, az amerikai Bravo Fashion Show házigazdája lett Isaac Mizrahi mellett. Végül 2011-ben Rowland az Egyesült Királyság legfelkapottabb tehetségkutató versenyének, az X faktor 8. fordulójának bírája lett.

## Karriertörténet

### A kezdetek, aDestiny's Childmegalakulása
Kelly Rowland az egyesült államokbeli Atlantában született. Édesanyja Doris Rowland Garison, apja neve Christopher Lovett. Mikor csak hétéves volt, anyja otthagyta alkoholista apját, ezek után pedig nem sokkal Atlantából Houstonba költöztek, ahol aztán zenei karrierje is kezdetét vette. Beyoncéval valamint több iskolatársával együtt egy zenés-táncos csoport tagja lett, melynek eredeti neve Girl's Thyme volt. Első komoly szereplésük a Star Search vetélkedő volt, amelyet elvesztettek.
A vetélkedő után Beyoncé apja, Mathew Knowles otthagyta munkáját, hogy saját kezébe vegye az zenekar menedzselését. Ebben az időszakban költözött Kelly a Knowles családhoz. A szigorú apa a csapattagoknak kemény edzéstáborokat rendezett, próbáikat pedig Beyoncé édesanyjának hajszalonjában tartották.
1993-97 között helyi rendezvényeken, valamint felvezető zenekarként különböző r&b előadók koncertjein léptek fel. Nevüket mindeközben 1993-ban Destiny's Childra változtatták. Folyamatosan jártak meghallgatásokra, illetve lemezcégeknél próbálkoztak, míg végül a Columbia Records szerződést nem kötött velük.

### Destiny's Child sikerek, önálló album:Simply Deep
1997-ben a Destiny's Child kiadta első önmagukról elnevezett debütáló albumát. A felvételen olyan híres számok szerepeltek, mint például a No, No, No című dal.
A nagy áttörést és világsikert viszont a következő lemez, az 1999-ben kiadott, a többszörösen platina minősítésű The Writing's on the Wall hozta a zenekarnak. Az albumról megjelent maxilemezek, a Bills, Bills, Bills, vagy a Say My Name című számoknak köszönhetően az együttest a világ minden részén megismerhette a nagyközönség. A "Say My Name" dalért a csapat két Grammy-díjat nyert.

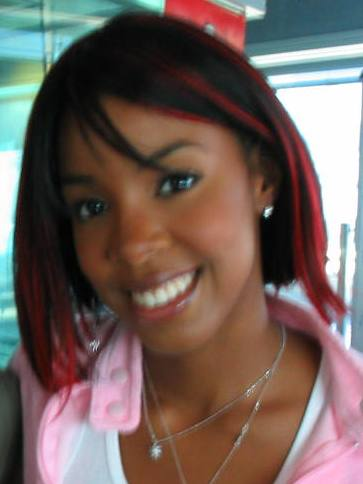
Rowland 2003-ban.

Sikereik ellenére az együttest több belső konfliktus feszítette, amely rövidtávon, Robertson és Luckett kiválásához vezetett, hogy aztán egy új tag Michelle Williams vegye át a helyüket.
2001-ben a csapat új albumot jelentetett meg Survivor címen. Az első kislemez a szintén Survivor nevet viselő felvételnek köszönhetően, a Destiny's Child harmadik Grammy-díját vihette haza. A következő maxi a Bootilicious, negyedik daluk lett, amely az első helyig jutott az amerikai Billboard Hot 100 ranglistán. A Survivor nagylemez több mint tíz millió példányban kelt el világszerte.
Fentiek ellenére 2002-ben a csapat úgy döntött egy időre feloszlik, hogy a tagok szólókarrierbe kezdhessenek.
Rowland első szólóalbumát a Simply Deep-et 2002. októberében adta ki. A felvételről megjelent első kislemez a Dilemma egy együttműködés eredménye a híres rapperrel Nelly-vel, ami ismét Grammy-díjat jelentett számára ezúttal szólóban. A dal 10 hetet töltött első helyen az USA-ban, ezzel Rowland lett az első a csapatából, aki önálló listavezető számmal rendelkezett. A Simply Deep az Egyesült Királyságban platina lett míg más országokban mint Írország, Hong Kong, Szingapúr, Ausztrália, Új-Zéland és Kanada, arany minősítést szerzett. A felvétel a Billboard slágerlistán a harmadik helyet érte el a top r&b eladások között, 200-as összesítésben pedig a tizenkettediket. Az albumból több mint 2,5 millió példány kelt el világszerte.

### Destiny's Childismét egyesül, második album:Ms. Kelly

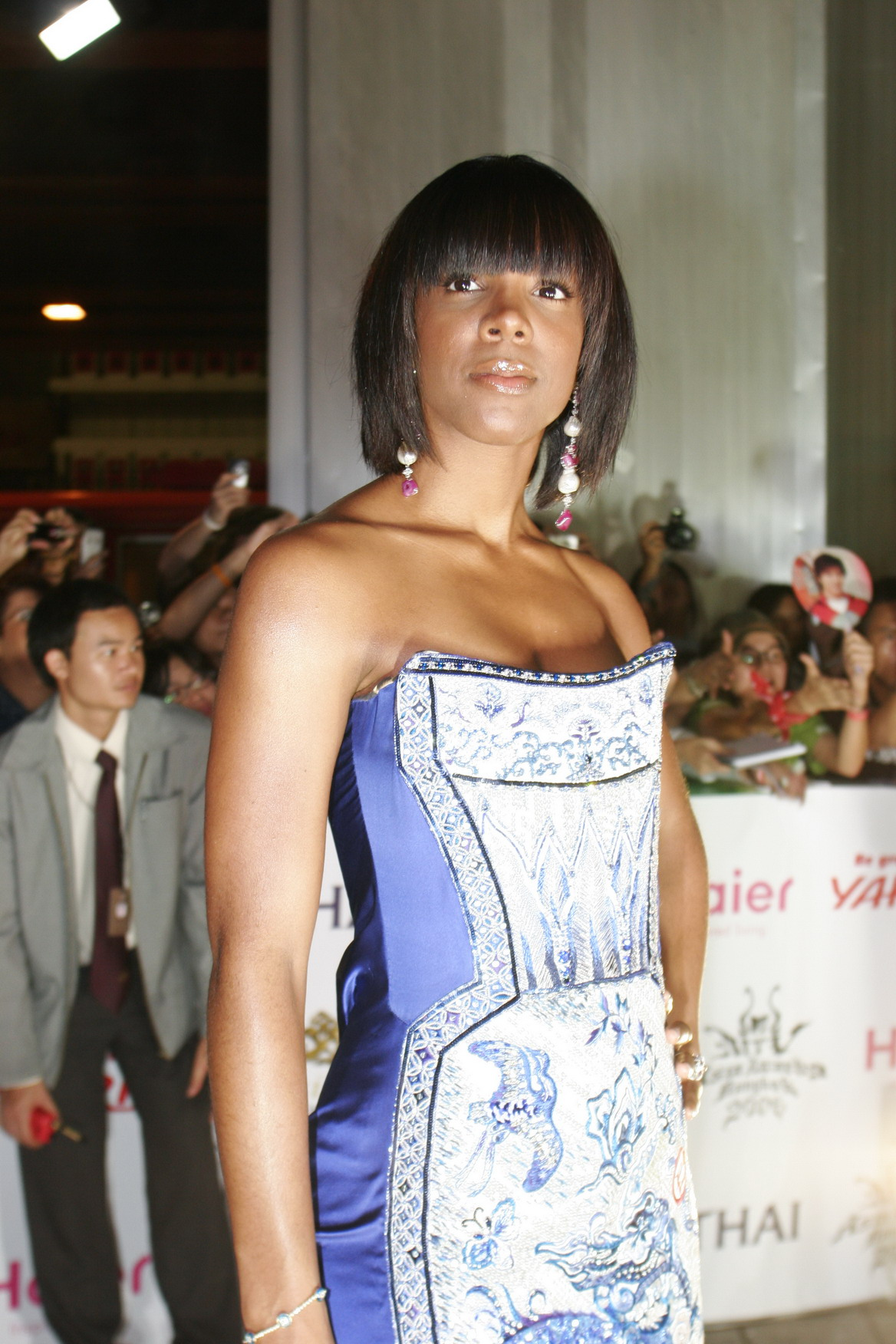
Kelly Rowland az MTV Asia Awardson 2006-ban. Bangkok, Thaiföld.

Két év után, amelyet szólókarrierjének szentelt, Kelly 2004 novemberében Beyoncéval és Michellel új albumba kezdett. A felvétel a Destiny Fulfilled nevet kapta. Az albumról négy maxi jelent meg, sorrendben: a Lose My Breath, Soldier, Girl, illetve utolsóként a Cater 2 U. A lemez egészen a második helyig jutott a Billboard 200 Albumok listáján, és bár nem tudta megismételni a két korábbi felvétel sikerét így is több mint 3 millió példányban kelt el csak az Egyesült Államokban. 2005-ben a Destiny Fulfilled...And Lovin it világkörüli turné végeztével, a csapat ismét bejelentette feloszlását.
A második szólóalbumon, a Miss Kelly-n Rowland, 2005 óta dolgozott, amit a rajongók már nagyon vártak. Eredetileg 2006 tavaszán adták volna ki az albumot "My Story" néven de elhalasztották majdnem egy teljes évvel, mert Rowland elmondása szerint a felvétel túl személyes és lassú lett így felvettek hozzá néhány táncolhatóbb, gyorsabb számot.
Az albumon olyan producerekkel dolgozott együtt mint Sean Grett, Scott Storch, Rockwilder és még sokan mások. A lemezen közreműködött Snoop Dogg, Tank, Eve és Dra Brat, illetve Solange Knowles, Beyoncé húga is írt rá egy dalt.
A Miss Kelly 2007. július 3-án jelent meg és az 1. héten a 6. helyig jutott a Billboard albumok listáján. Az első kislemez a Like This lett, melyben Eve rappelt. A felvétel jól teljesített a listákon, így egészen 30. helyig jutott a Billboard összesített Hot 100 slágerlistáján. A második amerikai maxi a Ghetto feat. Snoop Dog viszont, óriási bukás volt, gyakorlatilag sehol nem játszották. Többek között ennek is köszönhető, hogy 2009-ben a Colombia Records felbontotta szerződését Rowlanddel, mivel a Ms. Kelly nem váltotta be a hozzáfűzött reményeket, és kereskedelmileg is csak közepesen teljesített.
A Ms. Kelly lemezről még két maxi jelent meg. Mindkettőt inkább a nemzetközi piacra tervezték, így például a harmadik kislemezt Work címmel, Amerikában ki sem adták. A dal főleg a Freemasons remixnek köszönhetően jól teljesített és a legtöbb országban ahol piacra dobták (Magyarországon is) top tízbe került. A negyedik dal "Daylight" feat. Travis MacCoy az Egyesült Királyságon kívül nem kapott különösebb figyelmet.

### Új management, új lemezszerződés, harmadik album:Here I Am

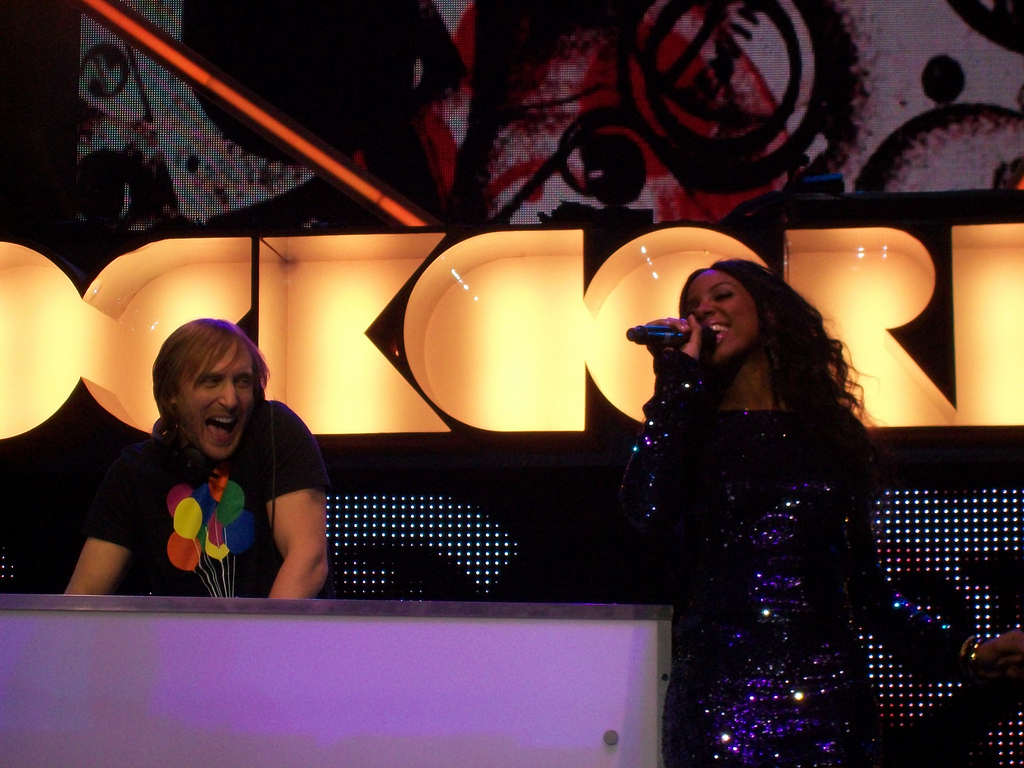
Rowland David Guettával előadja a When Love Takes Over című felvételt. London, 2009.

A Columbiától való szétválás után Rowland több európai zenésszel is összedolgozott, többek között Tiziano Ferróval, illetve a dj és producer David Guettával. A Guettával közösen alkotott When Love Takes Over hatalmas sikert ért el világszerte. A dal több mint húsz országban vezette a toplistát, illetve Grammy-díjra is jelölték. Magyarországon a "When Love Takes Over" a 2010-es év egyik legsikeresebb felvétele lett. A szám összesen 56 hetet töltött a MAHASZ rádiós Top 40-ben, illetve az összesített éves listán 9. legtöbbet játszott felvétel lett.
Még 2009-ben, miután menesztette korábbi managerét Beyoncé édesapját Matthew Knowlest, új lemezszerződést írt alá ezúttal a Universal Motownnal.
Harmadik albuma hosszú szünet után 2011 júliusában jelent meg. A lemez címe Here I Am lett. A felvételen producerként közreműködött Rico Love, Hit-Boy, a híres RedOne, valamint Ne-Yo is írt rá néhány számot. Az első amerikai kislemez Motivation feat. Lil Wayne hét hetet töltött első helyen a Billboard R&B toplistáján, illetve 17. helyet ért el a Billboard Hot 100 listáján. 2012 januárjában a Motivation kislemez Grammy jelölést kapott. A dal 4 év szünet után az első Kelly Rowland-sláger amely felkerült a legrangosabb amerikai toplistára.
Az első inkább az európai piacra tervezett maxi Commander feat. David Guetta az album megjelenését megelőzve még 2010-ben jelent meg. Bár európai rádiók jelentős airplay-t szenteltek a számnak, korántsem lett olyan nagy siker, mint a korábbi közös felvétel a "When Love Takes Over". A számhoz készült klipet a japán producer és videofilm-rendező Masashi Muto rendezte.
Rowland 2011-ben az Egyesült Királyság legfelkapottabb tehetségkutató versenyének, az X faktor 8. fordulójának birája lett. A második európai kislemez a Down for Whatever az Egyesült Királyságban illetve Írországban, köszönhetően a fent említett vetélkedőnek top 10-be került. Európa más részein nem kapott különösebb figyelmet.

### Negyedik album:Talk a Good Game
Az énekesnő 2012-ben nem tért vissza a brit X. faktor következő szériájába, így minden energiáját egy újabb albumba fektethette. Elmondása szerint a következő album szigorúan R&B stílusú számokat tartalmaz majd. Az albumot megelőzendő Rowland több amerikai rapper számához kölcsönözte vokálját. Többek között Ludacris, Sean Paul, Big Boi és Future maxilemezein hallhatjuk Kelly-t.
Rowland negyedik nagylemezét 2013-ban tervezik kiadni. Az album a Talk a Good Game címet kapta. Az első maxilemez az Ice című felvétel, melyet ismét Lil Wayne rapje 88. helyen chartolt az Egyesült Államokban.
A második maxilemez a provokatív Kisses Down Low 2013. január 18. debütált a YouTube internetes portálon.

## Zenei stílus
Rowland karrierje során többféle zenei stílusban alkotott. Első debütáló albuma a Simply Deep R&B és rock elemeket ötvözött. A lemez szerelemről és különböző élettapasztalatokról szól. A Stole című dalban például Rowland olyan témákat feszeget, mint az iskolai lövöldözés traumája, vagy az öngyilkosság.
Második stúdióalbuma a Ms. Kelly urban és R&B stílusjegyeket tartalmazott. A számok mély, személyes érzelmekről, és szerelmi csalódásról szólnak. Kelly egy a The Independent napilapnak adott interjújában elismerte, hogy első két albumával nem sikerült megtalálnia azt a zenei irányt, melyet igazán sajátjának érzett volna.
Harmadik albuma a Here I Am pop és R&B stílusban készült, illetve a dalokon erőteljes dance hatás is megfigyelhető. Rowland a felvétellel kapcsolatban kifejtette, hogy a találkozás a francia DJ és producer David Guettával jelentős hatást gyakorolt arra zenei irányra, melyet legutóbbi albumán fedezhetünk fel. Az előző két felvételhez képest a lemezen túlsúlyban vannak a gyorsabb táncolhatóbb számok.
Rowland korábbi interjúiban Whitney Houston és Janet Jackson zenéjét nevezte meg mint fő inspirációt. Az énekesnőt elkerülhetetlenül hasonlítják korábbi énekestársához Beyoncéhez.

## Diszkográfia

### Stúdióalbumok
- 2002: Simply Deep
- 2007: Ms. Kelly
- 2011: Here I Am
- 2013: Talk a Good Game

## Díjak és jelölések
Kelly eddig 4 Grammy-díjat nyert. Hármat a Destiny's Child tagjaként, egyet pedig szólóban a "Dilemma" című dalért.
Grammy Díjak
| Év   | Jelölt felvétel                            | Díj                                                                 | Eredmény |
| ---- | ------------------------------------------ | ------------------------------------------------------------------- | -------- |
| 2000 | "Bills, Bills, Bills"                      | Grammy Award for Best R&B Performance by a Duo or Group with Vocals | Jelölve  |
| 2000 | "Bills, Bills, Bills"                      | Best R&B Song                                                       | Jelölve  |
| 2001 | "Say My Name"                              | Record of the Year                                                  | Jelölve  |
| 2001 | "Say My Name"                              | Grammy Award for Song of the Year                                   | Jelölve  |
| 2001 | "Say My Name"                              | Best R&B Song                                                       | Elnyerte |
| 2001 | "Say My Name"                              | Best R&B Performance by a Duo or Group with Vocals                  | Elnyerte |
| 2002 | "Survivor"                                 | Best R&B Performance by a Duo or Group with Vocals                  | Elnyerte |
| 2002 | "Survivor"                                 | Best R&B Album                                                      | Jelölve  |
| 2003 | "Dilemma" (feat Nelly)                     | Record of the Year                                                  | Jelölve  |
| 2003 | "Dilemma" (feat Nelly)                     | Best Rap/Sung Collaboration                                         | Elnyerte |
| 2005 | "Lose My Breath"                           | Best R&B Performance by a Duo or Group with Vocals                  | Jelölve  |
| 2006 | "Cater 2 U"                                | Best R&B Performance by a Duo or Group with Vocals                  | Jelölve  |
| 2006 | "Cater 2 U"                                | Best R&B Song                                                       | Jelölve  |
| 2006 | "Soldier" (feat. T.I., Lil Wayne)          | Best Rap/Sung Collaboration                                         | Jelölve  |
| 2006 | "Destiny Fulfilled"                        | Best Contemporary R&B Album                                         | Jelölve  |
| 2010 | "When Love Takes Over" (feat David Guetta) | Best Dance Recording                                                | Jelölve  |
| 2012 | "Motivation"(feat Lil Wayne)               | Best Rap/Sung Collaboration                                         | Jelölve  |

MTV Video Music Award
| Év   | Jelölt felvétel        | Díj              | Eredmény |
| ---- | ---------------------- | ---------------- | -------- |
| 2000 | "Say My Name"          | Best R&B Video   | Elnyerte |
| 2001 | "Survivor"             | Best R&B Video   | Elnyerte |
| 2002 | "Dilemma" (feat Nelly) | Best R&B Video   | Jelölve  |
| 2005 | "Lose My Breath"       | Best Dance Video | Jelölve  |

MTV Europe Music Award
| Év   | Jelölt felvétel                            | Díj       | Eredmény |
| ---- | ------------------------------------------ | --------- | -------- |
| 2009 | "When Love Takes Over" (feat David Guetta) | Best Song | Jelölve  |

Billboard Music Award
| Év   | Jelölt felvétel               | Díj           | Eredmény |
| ---- | ----------------------------- | ------------- | -------- |
| 2012 | "Motivation" (feat Lil Wayne) | Best R&B Song | Elnyerte |

## Videóklipek
| Év   | Dal                                       |
| ---- | ----------------------------------------- |
| 2000 | Separated (Avant video)                   |
| 2002 | Dilemma (Nelly video)                     |
| 2002 | Stole                                     |
| 2003 | Can't Nobody                              |
| 2003 | Train On Track                            |
| 2005 | Here We Go (Trina video)                  |
| 2007 | Get Me Bodied (Beyoncé video)             |
| 2007 | Like This feat. Eve                       |
| 2007 | Ghetto feat. Snoop Dog                    |
| 2007 | Comeback                                  |
| 2007 | Work feat. Freemasons                     |
| 2007 | Daylight                                  |
| 2008 | No Future In the Past (Nadiya video)      |
| 2008 | No Substitute For Love (Estelle video)    |
| 2009 | Breathe Gentle (Tiziano Ferro video)      |
| 2009 | When Love Takes Over (David Guetta video) |
| 2009 | Baby By Me (50 Cent video)                |
| 2010 | Rose Colored Glasses                      |
| 2010 | Forever and a Day                         |
| 2010 | Invincible (Tinie Tempah video)           |
| 2011 | Gone (Nelly video)                        |
| 2011 | Motivation feat. Lil Wayne                |
| 2011 | What a Feeling (Alex Gaudino video)       |
| 2011 | Lay it On me feat. Big Sean               |
| 2011 | Down For Whatever feat. The WAV.s         |
| 2011 | Boo Thang (Verse Simmonds video)          |
| 2011 | Party (Beyoncé video)                     |
| 2012 | Keep it Between Us                        |
| 2012 | Heart Attack (Trey Songz video)           |
| 2012 | Summer Dreaming                           |
| 2012 | How Deep is Your Love (Sean Paul video)   |
| 2012 | Representin (Ludacris video)              |
| 2012 | Ice feat. Lil Wayne                       |
| 2012 | Mama Told Me (Big Boi video)              |
| 2013 | Kisses Down Low                           |

## Filmográfia
Film
- Beverly Hood (1999)
- Freddy vs. Jason (2003): Kia (Magyar hangja: Molnár Ilona)
- The Seat Filler (2004)
- Asterix az olimpián (2008)
- The Goree Girls (2012)
- Gondolkozz pasiaggyal! (2012)
- A Bridge Hollow-i átok (2022): Emily[38] (Magyar hangja: Nádasi Veronika)

Televízió
- Smart Guy (1 epizód As Herself in Destiny's Child; 1998)
- Pacific Blue (1 epizód; 1999)
- The Famous Jett Jackson (1 epizód; 2000)
- The Hughleys (3 epizód; 2002)
- Taina (1 epizód; 2002)
- American Dreams (1 epizód; 2003)
- Eve (1 epizód; 2003)
- Girlfriends (3 epizód; 2006)
- Clash of the Choirs (2007)
- Bravo Fashion Show (2009)
- X Faktor, Egyesült Királyság (2011)